# 1784 aux échecs
| Années des échecs : 1781 - 1782 - 1783 - 1784 - 1785 - 1786 - 1787    |
| Décennies des échecs : 1750 - 1760 - 1770 - 1780 - 1790 - 1800 - 1810 |

Cet article présente les faits marquants de l'année 1784 aux échecs.

## Divers
- Johann Heinrich Wilhelm Tischbein (1751 – 1829) peint « Schachspiel »[1].
- Moses Hirschel introduit les signes « 0-0 » et « 0-0-0 », respectivement pour «petit roque » et « grand roque », en notation échiquéenne[2].